# Боровка (Котельничский район)
Боровка — село в Котельничском районе Кировской области. Административный центр Морозовского сельского поселения.

## География
Село находится на берегу реки Боровка, около федеральной автотрассы Р176 «Вятка», на расстоянии 42 км к югу от  города Котельнич, административного центра района.

### Часовой пояс
Село Боровка, как и вся Кировская область, находится в часовой зоне МСК (московское время). Смещение применяемого времени относительно UTC составляет +3:00.

## Население
| 2010 |
| ---- |
| 565  |

## Улицы
| - ул. Восточная, - ул. Кирова, - пер. Комсомольский, - пер. Кооперативный, - ул. Михалицына, | - ул. Молодёжная, - ул. Набережная, - ул. Садовая, - ул. Советская, - ул. Южная. |